# Leitgeschiebe
Als Leitgeschiebe (auch Leitgestein) werden in der Geologie von Gletschern transportierte Geschiebe bezeichnet, die einem eng begrenzten Ursprungsgebiet zugeordnet werden können und so die Bestimmung der Fließwege ehemaliger Gletscher und der Inlandeismassen ermöglichen.
Typische Leitgeschiebe für das nördliche Mitteleuropa sind die aus Skandinavien stammenden Rhomben-Porphyre, die aus dem Gebiet um Oslo stammen, oder der Åland-Rapakiwi, der von den Ålandinseln in der Ostsee nach Mitteleuropa transportiert wurde.
Ein bekanntes, aus dem Alpenraum stammendes Leitgestein ist der Julier-Granit. Dieser vom Julierpass stammende Granit wurde mit den während des Eiszeitalters weit vorstoßenden Rhein- und Inngletscher bis ins Alpenvorland transportiert.